# Schaumfraktionierung

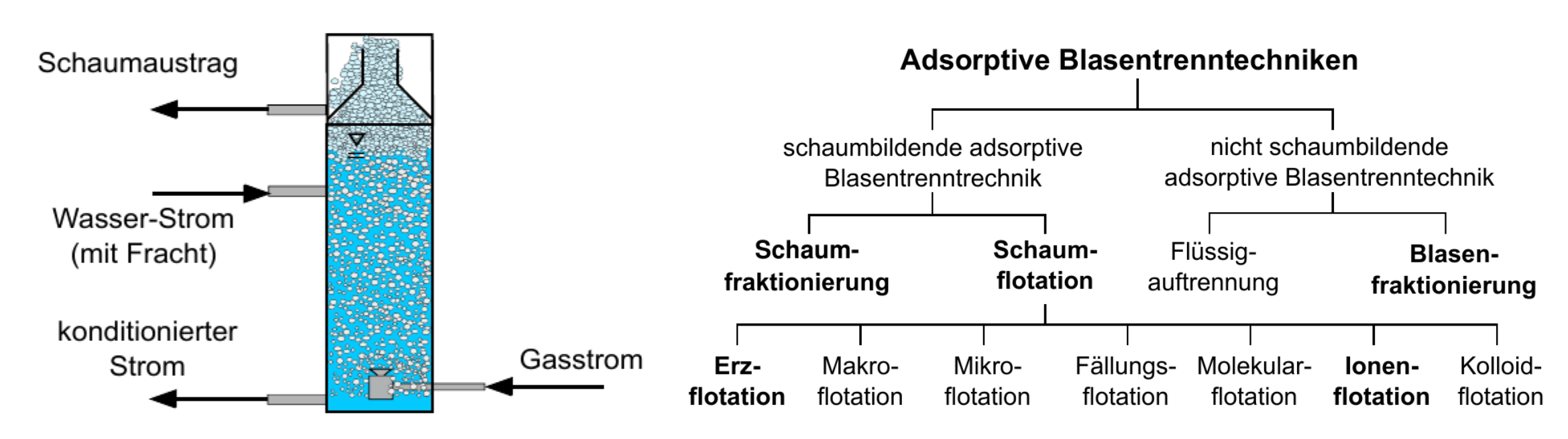
Adsorptive Blasentrenntechniken

Die Schaumfraktionierung basiert nach Lemlich et al. (1972) auf einem Transportprozess, bei welchem oberflächenaktive Substanzen bzw. Tenside aus der flüssigen Phase unter Schaumbildung abgetrennt werden. Dies geschieht beispielsweise bei der Flotation, wenn in einer flüssigen Phase oberflächenaktive Substanzen gelöst sind und durch Einbringen einer Gasphase Blasen erzeugt werden. 
Abhängig von der Art und Menge der gelösten Substanzen lagern sich diese an die aufsteigende Blasenströmung an und werden an die Wasseroberfläche getragen. Dort kommt es zur Schaumbildung, deren Intensität von der Stabilität des Schaumes, der Menge des eingebrachten Gasvolumens und der Größe der Blase abhängt. 
Dieser physikalische Transportprozess wird beispielsweise in Flotationsverfahren genutzt, um oberflächenaktive Substanzen und Partikel aus der flüssigen Phase abzutrennen, und gehört zu den adsorptiven Blasentrenntechniken.